# SOKO J-20 Kraguj
J-20 Kraguj (slovensko Kragulj) je enomotorno, enosedežno lahko vojaško letalo, jugoslovanske proizvodnje, izdelano v tovarni SOKO. Izdelovalo se ga je od leta 1968 do leta 1977.

## Konstrukcija
Letalo je kovinske konstrukcije, z nizkimi trapezno oblikovanimi krili. Pilotska kabina je zaprta, ogrevana, prezračevana in ima prilagodljiv sedež. Vrata pilotske kabine se drsno odpirajo nazaj. Repno kolo se nahaja stalno zunaj, ki se v zimskem času lahko nadgradi s smučko.
Letalo poganja 254 kW (340 km) batni motor Lycoming GSO-480-B1J6. Namenjeno pa je nalogam posredovanja kopenskih ciljev in je enostavno za vzdrževanje ter opremljanje z orožjem.

## Uporabniki
- Srbija
- Hrvaška
- Republika Srbska

## Bivši uporabniki
- Jugoslavija
- Srbska republika Krajina